# Stelling Minnis
Stelling Minnis es una parroquia civil y un pueblo del distrito de Folkestone and Hythe, en el condado de Kent (Inglaterra).

## Geografía
Según la Oficina Nacional de Estadística británica, Stelling Minnis tiene una superficie de 8,73 km².

## Demografía
Según el censo de 2001, Stelling Minnis tenía 562 habitantes (48,4% varones, 51,6% mujeres) y una densidad de población de 64,38 hab/km². El 19,93% eran menores de 16 años, el 73,13% tenían entre 16 y 74 y el 6,94% eran mayores de 74. La media de edad era de 42,53 años. Del total de habitantes con 16 o más años, el 19,78% estaban solteros, el 64,22% casados y el 16% divorciados o viudos.
El 93,93% de los habitantes eran originarios del Reino Unido. El resto de países europeos englobaban al 2,32% de la población, mientras que el 3,75% había nacido en cualquier otro lugar. Según su grupo étnico, todos los habitantes eran blancos. El cristianismo era profesado por el 79,5% y cualquier otra religión, salvo el budismo, el hinduismo, el judaísmo, el islam y el sijismo, por el 0,53%. El 13,19% no eran religiosos y el 6,77% no marcaron ninguna opción en el censo.
262 habitantes eran económicamente activos, 255 de ellos (97,33%) empleados y 7 (2,67%) desempleados. Había 234 hogares con residentes y 11 vacíos.